# Liste der Bodendenkmäler in Weyarn
Auf dieser Seite sind die Bodendenkmäler in der oberbayerischen Gemeinde Weyarn zusammengestellt. Diese Tabelle ist eine Teilliste der Liste der Bodendenkmäler in Bayern. Grundlage ist die Bayerische Denkmalliste, die auf Basis des Bayerischen Denkmalschutzgesetzes vom 1. Oktober 1973 erstmals erstellt wurde und seither durch das Bayerische Landesamt für Denkmalpflege geführt wird. Die folgenden Angaben ersetzen nicht die rechtsverbindliche Auskunft der Denkmalschutzbehörde.

## Bodendenkmäler der Gemeinde Weyarn

### Gemarkung Gotzing
| Lage               | Objekt | Akten-Nr.     | Bild |
| ------------------ | --- | ------------- | ---- |
| Gotzing (Standort) | Untertägige mittelalterliche und frühneuzeitliche Befunde im Bereich der Katholischen Filialkirche St. Jakobus d. Ä. in Gotzing und ihrer Vorgängerbauten. | D-1-8136-0128 |      |

### Gemarkung Holzolling
| Lage                  | Objekt | Akten-Nr.     | Bild           |
| --------------------- | --- | ------------- | -------------- |
| Holzolling (Standort) | Verebneter Turmhügel des hohen oder späten Mittelalters. | D-1-8036-0011 |                |
| Holzolling (Standort) | Mehrgliedrige Abschnittsbefestigung der Bronzezeit, der Urnenfelderzeit und der Hallstattzeit sowie karolingisch-ottonischer Zeitstellung (Birg).                    | D-1-8036-0012 |                |
| Holzolling (Standort) | Siedlung der mittleren und späten Latènezeit. | D-1-8036-0023 |                |
| Holzolling (Standort) | Siedlung der mittleren und späten Bronzezeit. | D-1-8036-0024 |                |
| Holzolling (Standort) | Untertägige mittelalterliche und frühneuzeitliche Befunde im Bereich der Katholischen Filialkirche Mariä Heimsuchung in Kleinhöhenkirchen und ihrer Vorgängerbauten. | D-1-8036-0135 |                |
| Holzolling (Standort) | Oppidum der Spätlatènezeit (Fentbach-Schanze) sowie Siedlung der Bronzezeit.                                                                                         | D-1-8136-0028 | weitere Bilder |
| Holzolling (Standort) | Verebnete Grabhügel vorgeschichtlicher Zeitstellung. | D-1-8136-0052 |                |
| Holzolling (Standort) | Untertägige spätmittelalterliche und frühneuzeitliche Befunde im Bereich der Katholischen Filialkirche St. Vitus in Mittenkirchen.                                   | D-1-8136-0072 |                |
| Holzolling (Standort) | Untertägige mittelalterliche und frühneuzeitliche Befunde im Bereich der Katholischen Filialkirche St. Martin in Holzolling und ihrer Vorgängerbauten.               | D-1-8136-0130 |                |
| Holzolling (Standort) | Untertägige spätmittelalterliche und frühneuzeitliche Befunde im Bereich der Katholischen Filialkirche St. Michael in Sonderdilching und ihres Vorgängerbaus.        | D-1-8136-0136 |                |
| Holzolling (Standort) | Körpergräber vor- und frühgeschichtlicher Zeitstellung. | D-1-8137-0006 |                |
| Holzolling (Standort) | Burgstall des hohen Mittelalters (Seeham). | D-1-8137-0007 |                |
| Holzolling (Standort) | Untertägige mittelalterliche und frühneuzeitliche Befunde im Bereich der Katholischen Filialkirche St. Rupert in Bruck.                                              | D-1-8137-0161 |                |
| Holzolling (Standort) | Untertägige mittelalterliche und frühneuzeitliche Befunde im Bereich der Katholischen Filialkirche Maria Hilf in Esterndorf und ihrer Vorgängerbauten.               | D-1-8137-0163 |                |

### Gemarkung Reichersdorf
| Lage                    | Objekt | Akten-Nr.     | Bild |
| ----------------------- | --- | ------------- | ---- |
| Reichersdorf (Standort) | Untertägige mittelalterliche und frühneuzeitliche Befunde im Bereich der Katholischen Pfarrkirche St. Dionysius in Neukirchen und ihrer Vorgängerbauten. | D-1-8136-0133 |      |

### Gemarkung Wattersdorf
| Lage                   | Objekt | Akten-Nr.     | Bild |
| ---------------------- | --- | ------------- | ---- |
| Wattersdorf (Standort) | Körpergräber des frühen Mittelalters. | D-1-8136-0030 |      |
| Wattersdorf (Standort) | Körpergräber vor- und frühgeschichtlicher Zeitstellung. | D-1-8136-0031 |      |
| Wattersdorf (Standort) | Untertägige mittelalterliche und frühneuzeitliche Befunde im Bereich der abgegangenen Burg und des ehemaligen Augustiner-Chorherrenstifts Weyarn und seiner Vorgängerbauten mit der Katholischen Pfarrkirche St. Peter und Paul sowie den Kapellen St. Jakob und Maria-Hilf, siehe Burg Weyarn | D-1-8136-0032 |      |
| Wattersdorf (Standort) | Burgstall des Mittelalters und der frühen Neuzeit (Burg Pienzenau). | D-1-8136-0033 |      |
| Wattersdorf (Standort) | Turmhügel des hohen Mittelalters (Burg Altpienzenau). | D-1-8136-0034 |      |
| Wattersdorf (Standort) | Abgegangenes Hofmarkschloss der frühen Neuzeit (Schloss Wattersdorf) mit Schlosskapelle Verklärung Christi. | D-1-8136-0071 |      |
| Wattersdorf (Standort) | Untertägige frühneuzeitliche Befunde im Bereich der Katholischen Wallfahrtskapelle St. Leonhard bei Erlach. | D-1-8136-0144 |      |
| Wattersdorf (Standort) | Untertägige mittelalterliche und frühneuzeitliche Befunde im Bereich der Katholischen Filialkirche St. Georg in Kleinpienzenau und ihrer Vorgängerbauten. | D-1-8137-0166 |      |